# 柏林市中心街道賽道

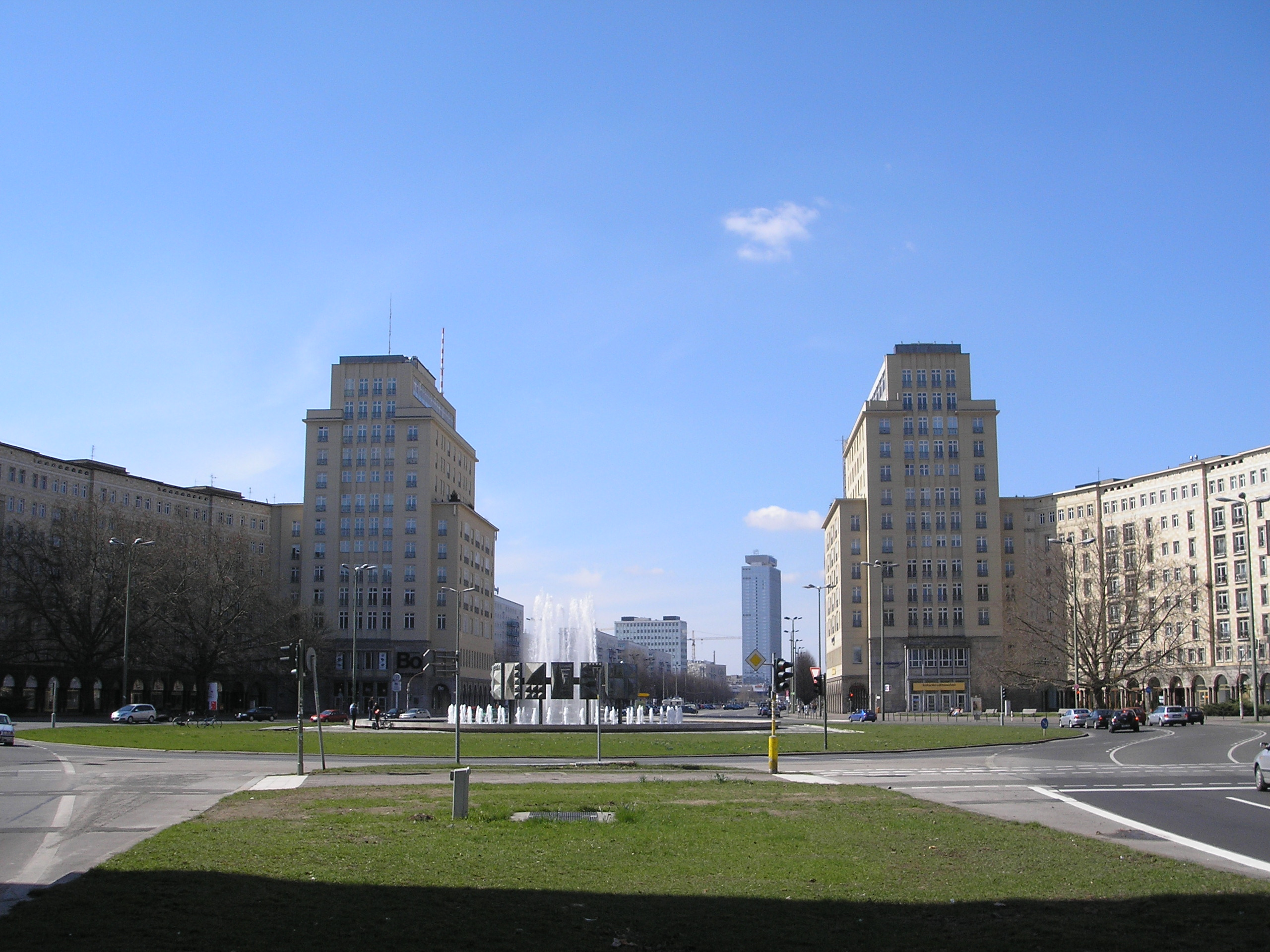
施特劳斯伯格广场，这是柏林市中心街道賽道的一部分。

柏林市中心街道賽道，又名柏林街道賽道，是一條長2.030 km（1.261 mi）的街道赛道，位于德国柏林的卡尔·马克思大街。它是電動方程式柏林電動大獎賽的舉辦地。它仅在2016年5月21日在2016年柏林電動大獎賽期间使用。